# Clionella sinuata
Clionella sinuata é uma espécie de gastrópode do gênero Clionella, pertencente a família Clavatulidae.